# Râul Rușavăț
Râul Rușavăț este un curs de apă, afluent al râului Călmățui. 